# Mendidius bivittatus
Mendidius bivittatus är en skalbaggsart som beskrevs av Schmidt 1922. Mendidius bivittatus ingår i släktet Mendidius och familjen Aphodiidae. Inga underarter finns listade i Catalogue of Life.